# Gymnopleurus leei
Gymnopleurus leei là một loài bọ cánh cứng trong họ Bọ hung (Scarabaeidae).